# Inkwizycja rzymska w Wielkim Księstwie Toskanii
Inkwizycja rzymska w Wielkim Księstwie Toskanii – struktury inkwizycji rzymskiej, czyli kierowanej przez utworzoną w 1542 rzymską Kongregację Świętego Oficjum instytucji powołanej do zwalczania herezji, funkcjonujące w proklamowanym w 1569 Wielkim Księstwie Toskanii (poprzednio Księstwie Florencji), rządzonym wpierw przez Medyceuszy, a potem (od 1737) przez Habsburgów.

## Historia
Inkwizycja papieska działała na terenie Toskanii niemal od samego początku swego istnienia w XIII wieku. W 1254 papież Innocenty IV zadecydował o powierzeniu urzędu inkwizycji w Toskanii franciszkanom. Zgodnie z rozporządzeniem Innocentego IV, w prowincji tej miało działać dwóch inkwizytorów. Jednakże w okresie renesansu urzędy te stały się głównie honorowymi wyróżnieniami dla członków zakonu franciszkańskiego.
W związku z rozwojem reformacji w pierwszej połowie XVI wieku papież Paweł III w 1542 utworzył Kongregację Rzymskiej i Powszechnej Inkwizycji, która miała być organem centralnym koordynującym działania lokalnych trybunałów inkwizycyjnych we Włoszech. Krótko potem doszło do reorganizacji inkwizycji w rządzonej przez Medyceuszy Toskanii. W grudniu 1551 roku Juliusz III, na żądanie księcia Florencji Kosmy I, mianował trzech komisarzy Inkwizycji Rzymskiej, którymi zostali: benedyktyn Isidoro da Montauto, wikariusz arcybiskupa Florencji Nicolò Duranti oraz prepozyt florencki Alessandro Strozzi Rok później we Florencji odbyło się wielkie auto da fe, w czasie którego wiele osób podejrzanych o przynależność do sekty anabaptystów wyrzekło się swych poglądów i pojednało się z Kościołem. W 1560 we Florencji ustanowiona została stała nuncjatura Stolicy Apostolskiej. Nuncjusz był od tej pory głównym łącznikiem między inkwizytorami Toskanii a Kongregacją Świętego Oficjum w Rzymie. 

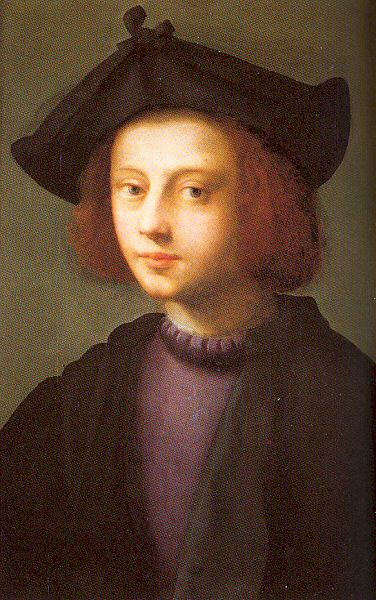
Pietro Carnesecchi

W 1566 wielki książę Toskanii Kosma I Medyceusz wyraził zgodę na ekstradycję do Rzymu Pietro Carnesecchiego, jednego z liderów włoskiej reformacji. W tym samym czasie też papież Pius V odwołał komisarzy mianowanych przez Juliusza III i przywrócił pełnię uprawnień franciszkańskim inkwizytorom. W zamian jednak, książę uzyskał wpływ na nominacje inkwizytorskie i zastrzegł, że inkwizytorzy powinni, poprzez nuncjusza informować go o podejmowanych działaniach.
W 1569 po raz pierwszy nominacji na urząd inkwizytora Sieny dokonała Kongregacja Świętego Oficjum, a trzy lata później Kongregacja mianowała po raz pierwszy inkwizytora Florencji. W czerwcu 1574 władze zakonu franciszkanów konwentualnych definitywnie utraciły prawo nominacji inkwizytorskich na rzecz Kongregacji.
W 1633 w Rzymie doszło do skazania Galileusza na areszt domowy przez rzymskie Święte Oficjum. Areszt ten wykonywany był kolejno w kilku miejscach na terenie Toskanii. Zachowała się bogata korespondencja między inkwizytorem Florencji a Kongregacją w sprawie wykonania wyroku na Galileusza oraz cenzury literatury heliocentrycznej.
Dużą liczbę postępowań w Sienie stanowiły procesy o magię. W 1569 spalono tam pięć domniemanych czarownic, jednak po 1588 egzekucje się już więcej nie zdarzały. Największy okres aktywności trybunału sieneńskiego przypadł na pierwszą połowę XVIII wieku.
Jednym z najsłynniejszych procesów w historii inkwizycji w Toskanii był proces toskańskiego poety i sekretarza loży masońskiej we Florencji Tommaso Crudeliego, który został aresztowany w 1739. Krótko przed jego aresztowaniem wygasła dynastia Medyceuszy i władzę w Toskanii przejęła dynastia habsbursko-lotaryńska. Nowe władze nieprzychylnym okiem patrzyły na ofensywę antymasońską i doprowadziły do odwołania z urzędu inkwizytora Florencji Paolo Antonio Ambrogiego. W 1743 rząd Wielkiego Księstwa odebrał inkwizytorom kompetencje w zakresie cenzury publikacji. Konflikt, jaki się pojawił na tym tle między rządem toskańskim a Stolicą Apostolską spowodował, że doszło do faktycznego zawieszenia działalności inkwizycji w Toskanii na ponad dekadę. W 1746 władze nie dopuściły do objęcia urzędu przez nowego inkwizytora Pizy, skutkiem czego urząd ten przez kilka lat pozostawał nieobsadzony. Ostatecznie w 1754 obie strony doszły do porozumienia i zawarły konkordat, na mocy którego inkwizycja mogła wznowić działalność. W skład trybunału mieli jednak wchodzić odtąd świeccy urzędnicy, którzy przejęli także kontrolę nad więzieniami inkwizycji.
Model wytworzony w 1754 nie przetrwał zbyt długo. Od 1765 wielkim księciem Toskanii był syn cesarzowej Marii Teresy Piotr Leopold Habsburg. Na mocy dekretu książęcego z dnia 5 lipca 1782 roku trybunały inkwizycyjne w Toskanii zostały rozwiązane, a ich archiwa przekazano w ręce arcybiskupów Florencji, Sieny i Pizy.

## Struktury
Inkwizycję w Toskanii od 1560 tworzyły trzy trybunały: trybunał florencki, trybunał sieneński i trybunał pizański. Trybunałowi florenckiemu podlegały archidiecezja Florencji oraz diecezje Borgo S. Sepolcro, Colle Val d’Elsa, Fiesole, Pistoia e Prato, Arezzo, Cortona, Montepulciano, Volterra (bez okręgu Rivalto) oraz Prepozytura Pescia. Diecezja San Miniato była podzielona między trybunał florencki i pizański. Inkwizytorowi Pizy podlegała poza tym cała archidiecezja pizańska oraz kilka okręgów w diecezjach Lukki (Lari i Ripafratta) i Volterry (Rivalto). Trybunał sieneński miał natomiast jurysdykcję nad archidiecezją sieneńską oraz diecezjami Massa Marittima, Montalcino, Grosseto, Sovana, Chiusi i Pienza oraz okręgiem Orbetello, podległym jurysdykcji duchowej opata Tre Fontane.
Ważną rolę w strukturach toskańskiej inkwizycji odgrywała utworzona w 1560 nuncjatura apostolska we Florencji. Nuncjusz był ogniwem pośredniczącym między inkwizytorami a rzymską Kongregacją Świętego Oficjum i sam miał uprawnienia inkwizytorskie.